# Стибутовский
Стибутовский — населённый пункт в Зиминском районе Иркутской области России. Входит в состав Батаминского муниципального образования.

## География
Находится примерно в 34 км к западу от районного центра.

## Население
| 2002 | 2010 | 2011 | 2012 |
| ---- | ---- | ---- | ---- |
| 77   | ↗79  | →79  | ↘78  |

Гендерный состав
По данным Всероссийской переписи, в 2010 году в населённом пункте проживало 79 человек (41 мужчина и 38 женщин).